# Isertia rosea
Isertia rosea är en måreväxtart som beskrevs av Richard Spruce och Karl Moritz Schumann. Isertia rosea ingår i släktet Isertia och familjen måreväxter. Inga underarter finns listade i Catalogue of Life.